# Laguna de Cañapa
Laguna de Cañapa är en sjö i Bolivia.   Den ligger i departementet Potosí, i den sydvästra delen av landet, 400 km sydväst om huvudstaden Sucre. Laguna de Cañapa ligger 4 134 meter över havet. Arean är 1,4 kvadratkilometer. Den sträcker sig 0,7 kilometer i nord-sydlig riktning, och 0,4 kilometer i öst-västlig riktning.
Trakten runt Laguna de Cañapa är ofruktbar med lite eller ingen växtlighet. Trakten runt Laguna de Cañapa är nära nog obefolkad, med mindre än två invånare per kvadratkilometer.